# 官僚们的夏天
《官僚们的夏天》（官僚たちの夏，かんりょうたちのなつ），日本作家城山三郎的小说，最初以“通产官僚们的夏天”（『通産官僚たちの夏』）连载于《周刊朝日》，1975年由新潮社改编發行单行本。1996年由日本NHK的“周六剧场”首次电视剧化，2009年7月由TBS的“周日剧场”重新把它搬上银幕，2010年由台灣新雨出版社發行繁體中文版。

## 概要
此剧讲述了在战后「高度經濟成長」（1955至1973年）時期，並以当时的一个真实通商产业省公务员佐桥滋为蓝本的故事。昭和30年（1955年），日本迎来了每年国民生产总值超过10％的高速经济发展时代，通产省以国民利益和未来发展为目的，发布了多个产业复兴计划，其中包括“国民车构想”，希望通过国家的补助，协助企业制造一部“能乘坐四个人，时速每小时100公里，开10万公里都不用维修，售价25万日元的国产汽车”。昭和32年（1957年）6月，东京铁塔开始建设，次年10月建成，日本正式迎来了电视播送的时代。但是，当时一台售价25万日元的电视机对于大部分普通收入家庭来说还是遥不可及的奢侈品，政府只能在繁华的街头设置一些电视机让路人收看。为了能让一般家庭也能拥有电视机，通产省的官员们又开始了和企业一起指导策划进行大规模生产压缩价格的构想。
昭和34年（1959年），日本經歷重重障礙，成功申辦奧運，成為國際間的已發展國家，國際地位得以大大提升。在全國一片載歌載舞的歡呼聲中，池內信人成為新一任通產大臣，掌管國家貿易政策的決策權。自昭和30年 (1955年)起，日本廉價紡織品大量出口至美國，成功攻佔美國市場，引發美國和日本之間的外交摩擦，時任通產大臣的池內信人積極與美國商務部進行外交斡旋，以平息日美之間的外交糾紛。
昭和26年（1951年），日美雙方簽訂「安全條約」。「安全條約」成為美日雙方於八年後共同簽訂「美日安保條約」的基礎。適逢艾森豪於昭和34年（1959年）擔任美國總統，美國向日本提出重新修訂「美日安保條約」的要求，根據「美日安保條約」，美日兩國宣佈將共同發展軍事實力和防範外敵對日本管制領土的軍事攻擊，任何國家在日本領土上對任何一方的軍事攻擊，將被視為危害另一方的國家安全。在這個原則下，若美國在日本領土外遭到攻擊，為了防衛美國，日本將不受戰後和平憲法上任何禁止境外軍事行動的限制，與美國共同承擔國防的責任。美國亦藉與日本協商重新修訂「美日安保條約」的機會，逼使日本對出口至美國的紡織品實施配額限制，「日美纖維貿易戰」一觸即發。「國內產業派」的官僚堅持日本不應與美國妥協，主張實行貿易保護主義，結果，在東京會場「關稅貿易總協定」（簡稱GATT）的大會上，惹來國際間的非議。以池內信人為首的「國際通商派」決定應美方要求，擴大美國紡織品進口數量，對國內纖織業造成重大打擊，導致第一次纖維行業蕭條，惹來國內纖維行業的中小型企業商的強烈不滿，觸發大規模反政府示威。同年，在開發大型計算機技術方面，美國一向具備領先地位，為了不讓美國製造的計算機成功搶佔日本市場，通產省的官員決定與國內中小型企業共同開發國產計算機，展開了「象與蚊的戰爭」。最後，通產省官員歷經波折，成功開發國產計算機，並成功遊說美國企業減低向日本輸入計算機的數量，這成為現在扭轉日本經濟命運的關鍵。
昭和35年（1960年）一月，日本國會通過新修訂的「美日安保條約」，激起民憤，觸發全國性「反強權運動」，「安保鬥爭」一觸即發，大批民眾湧到國會門前集會和示威。加上「勞資爭議」爆發，不穩定氣氛充斥全國各地，同年，「民自黨」正式成為執政黨，幹事長池內信人當選成為新一任首相，甫上任便提出「所得倍增計劃」，提出要令國民生產總值在十年內增加一倍的承諾，此舉為國民帶來對未來國家繁榮的憧憬。為了落實「所得倍增計劃」，通產省官員提出將原有位於本州「京濱工業地帶」、「中京工業地帶」、「阪神工業地帶」及「北九州工業地帶」的獨立工業園區進一步延伸並互相連結成同一條工業地帶的龐大振興工業發展的方案，是為「太平洋工業帶構想」。
昭和36年（1961年），國產車銷量急劇上升，家用電器開始出口，帶動日本經濟高速增長。隨著「太平洋工業帶構想」的落實，各地工業園區不斷湧現，加速國內工業化的發展步伐，工業化的高速發展，導致「公害問題」的出現，江戶川一帶的河流充斥「黑水」，海產被流入河道的工業廢水污染，漁民損失慘重，致使通產省官員急謀法案以解決逼切的「公害問題」，玉木博文制訂「公害三法」解決「公害問題」，但牧順三提議將全國「密集化」工業園區重新分佈，以此作為解決「公害問題」的長遠對策。池內信人進一步實施90%貿易自由化，日本經濟迎來「第二艘黑船」的來襲，對本土產業形成直接衝擊，為了保護國內產業，風越信吾提出將全國機動車企業整編成三大企業的構想，是為「機動車三社構想」。同時，通產省內「國內產業派」的官員借鑑法國的經驗，計劃於昭和37年（1962年）起草「國內產業保護法案」，並交到國會成為提案，試圖製造一道阻擋貿易自由化浪潮的防坡提，這成為日本戰後的最大經濟立法事件。然而，首相池內信人設計阻撓立法，委任古畑晉介為通產大臣，古畑大臣從中破壞整個「國內產業保護法案」的立法計劃，「小川派」亦倒戈相向，由支持轉為反對立法。最後，出乎眾人意料之外，該法案並未被放在國會上討論，便已經成為廢案，立法一事最終功敗垂成，「國際通商派」從此得勢，風越信吾被調至特許廳就任廳長，未能順利登上次官寶座，「國內產業派」亦因此失勢。
昭和38年（1963年），距離日本舉行奧運會還有大約一年的時間，風越信吾在內的「國內產業派」在立法一事敗北，被貶至特許廳擔任廳長，甫上任即實行部門行政改革，由玉木博文擔任事務次官一職，此後，通產省的大小事務便由玉木主理。適逢池內信人計劃以國產航空機傳送奧運聖火，通產省積極開發國產航空機，開發計劃如箭在弦，不容有失。但是，國產航空機的檢測報告不獲美國聯邦航空安全局通過，備受傳媒責難，傳媒在報章形容國產航空機為「墜地之鴨」。風越信吾於是帶領通產省官員和企業一起策劃國產航空機的技術開發，經過一番努力，國產航空機通過安全測試，開發成功，趕及於東京奧運舉行前完成，為日本近代航空發展史寫下光輝的一頁。昭和39年（1964年）10月，東京奧運會順利舉行。翌年，池內信人完成了他的心願，終於因病辭世，由須滕惠作繼任首相。
昭和40年（1965年），日本經歷一次經濟蕭條，是為「昭和四十年之不景氣」。高速經濟增長引發的「公害問題」、「城市過密化」、「地方過疏化」等問題陸續湧現。紡織業蕭條持續，石油取代煤炭，成為主要應用能源，煤礦的需求大減，造成國內煤礦業衰退，全國各地的煤礦廠出現企業倒閉和裁員的情況，大量煤礦工人失業，因而觸發全國性勞資鬥爭，眼見形勢危急，通產省的官員急謀對策。鋼鐵業競爭加劇，導致鋼鐵生產過剩和價格下滑，通產省官員努力游說國內跨國鋼鐵製造企業因應政府要求減產，但終不得要領。片山泰介未能順利當上企業局長，眼看石油開採行業前境理想，萌生去意，欲辭去省內高職投身跨國石油公司擔任要員，脫離官僚階層而「下凡」。同時，五年後舉行的「大阪萬國博覽會」的籌辦工作由通產省官員執行，主題確定為「人類的進步與和諧」，成為緊接東京奧運會舉行的一項大型國際盛事。
隨著須滕惠作繼任為日本首相，他積極處理沖繩和小笠原群島上駐日美軍基地的主權移交問題（即「沖繩返還」）。在第二次世界大戰結束後，美軍以沖澠及小笠原群島為軍事基地，於當地駐紮部隊，直到1960年代初，美國仍遲遲未有交代領土發還的問題。同年，美國介入越南戰爭，沖澠成為美國空軍進襲北越的前線，大量戰機由沖澠的軍用機場起飛，直接對北越實施戰略性轟炸。須滕惠作親自率團訪美，帶來美國正式決定將沖澠及小苙原群島發還給日本的消息，日美雙方再次進行外交角力。然而，雙方的外交談判以輸出美國的紡織品為條件，這將直接將國內茍而殘喘的纖維行業推向自我毀滅的邊緣。在這個纖維行業的非常時期，禍不單行，北海道麻幌發生嚴重的煤礦爆炸事故，死傷慘重，日本經濟急速成長的問題陸續浮現。在收到煤礦爆炸事故後，風越信吾留守緊急事故指揮中心，鮎川則趕赴現場營救礦工，積勞成疾。

## 登场人物
以小说人名为准，【】内为影射的真实人物。

### 通商产业省
风越 信吾【佐桥滋】
履历：通产省大臣官房秘书课长→重工业局次长→重工业局长→企业局长→特许厅长官→事务次官
俗称“通产省先生”（ミスター・通産省），为了日本的工业发展不惜一切代价，作出了多项对于通产省改革的决定，坚持“国家的经济政策不可被政治金融界的想法和利害所左右”的信念。
庭野【三宅幸夫】
和风越一样，第二高等学校（今天的东北大学）出身，比风越小7岁，1942年入省，做事非常专注，经常和长官发生口角。
牧 顺三【两角良彦】
从第一高等学校进入东京大学毕业的秀才。1940年入省，为了学习法国协调经济而申请去了海外任职，是风越认为实现梦想必备的人才之一，留洋5年后被招回了国，最后作为企业局企业第一课长。
玉木【今井善卫】
和风越是同期，号召原绵输入自由化，自由市场派，和风越的观点产生了对立。
丸尾【松尾金藏】
玉木的前任次官。
片山 泰介【山下英明】
東大法學部秀才，1942年入省，與庭野同期，與玉木同屬自由市場派。歷任通商局→貿易振興局資本協力課長補佐→繊維雑貨局長付→大臣秘書官→貿易振興局貿易振興課長→化学工業局長。
鮎川 【川原英之】
東大法學部畢業，小風越四期，外號潤滑油，歷任繊維雑貨局雑貨第一課長→官房秘書課長→礦山保安局長→官房長。
山本真【坂本春生】
通产省的第一位女性官员，毕业于东京大学经济学部。
女性乙【川口顺子】
进入通产省的第二名女性官员。

### 国会议员
竹桥【石桥湛山】
池内的前任通产大臣，曾是自由市场的推进派。
池内 信人【池田勇人】
官员出身，曾任大藏大臣，后来作为了通产大臣。
岩井 浩一郎【石井光次郎】
池内的后任，喜欢运动。
须藤 惠作【佐藤荣作】
池内的政敌之一，岩井的后任。
古畑【福田一】
须藤的后任，新闻记者出身，战后进入政坛，同时也是经济界的新人。
大川 万禄【大野伴睦】
池内政权下的副总裁。
矢沢【宫泽喜一】
池内时代的秘书官，大藏省出身。
堂原【大平正芳】
曾是池内的秘书官。
津和田【勝間田清一】
最大野党·社会党的政调会长。
田河【田中角荣】
大藏大臣。
黒木【黑金泰美】
官房长官，大藏省出身，曾经担当过池内的秘书官。
梅石【樱内义雄】
古畑的后任通产相，性格柔和。
九鬼【三木武夫】
梅石的后任通产相。

### 其它人
山冈【宇佐美洵】
M银行的负责人，银行联盟的代表议员。

## 电视剧（2009年·TBS版）
2009年7月5日开始TBS电视台“周日剧场”开播，第一集20分钟特别扩大。

### 制作人员
- 剧本－桥本裕志
- 演出 - 平野俊一，大冈进，松田礼人
- 音乐 - 佐桥俊彦
- 制作人 - 伊佐野英树，真木明
- 制作企划 - 贵岛诚一郎
- 特別协力 - 三井物业
- 制作台 - TBS

### 出演

#### 通产省（经济产业省）
风越信吾（42） - 佐藤浩市
重工业局汽车课·课长（国内产业保护派）→大臣官房秘书课长 →重工业局长 →企业局·局长 → 特许厅长 →事务次官。
庭野贵久（36） - 堺雅人
矿山局石油课·科长辅助（国内产业保护派）→重工业局电气通信机课.课长→通产大臣秘书官 → 矿山保安局 管理课长 → 重工业局局长。
鮎川光太郎（39） - 高桥克实
中小企业振兴课·课长長（国内产业保护派）→重工业局汽车课·课长 →电气机械课长 →纺织出口课长（繊維輸出課長）→官房秘书课长 → 矿山保安局长。
牧顺三（39） - 杉本哲太
特许厅总务课长 →法国大使馆通商担当书记官 →企业局第一企业课长 →企业局局长 → 通商局局长。
玉木博文（42） - 船越英一郎
通商政策课·课长（国际通商派\自由市场派）→美国大使馆参事官→纺织局长（繊維局長）→ 通商局长 → 特许厅长 → 事务次官。
片山泰介（34） - 高桥克典
通商局为替课·课长辅助（国际通商派）→加拿大大使馆通商担当书记官→纺织局绵业课长（繊維局綿業課長）→ 大臣秘书官 →重工业局长 → 纺织局局长。
丸尾要（45） - 西村雅彦
重工业局·局长 →企业局·局长 →事务次官。
山本真（22） - 吹石一恵
通产省的第一位女性官员 →电气通信课长辅助→绵业出口课长辅助 →企业局 产业资金课长辅助 →企业局 产业资金课长。
御影大樹（26） - 田中圭
大臣官房秘书课 →电气通信课长辅助→绵业课长辅助 →企業第一課長辅助 → 重工业局 电子工业课长 → 制铁课长。

#### 其他人
池内信人（55） - 北大路欣也
民自党干事长→通产大臣（岸谷内阁）→民自党总裁·内阁总理大臣（首相）。
须藤惠作（60） - 
岸谷内阁的大藏省大臣，和池内同样作为总理大臣的候选人，后来分别成为了池内内阁的通产大臣和民自党总裁（内阁总理大臣）。
古畑晋介（60） - 
须藤辞任后池内内阁的通产大臣。
西丸贤治理（40） - 佐野史郎
东京财经新闻记者。
风越道子（37） - 床嶋佳子
风越信吾的妻子。
风越贵子 （16） - 村川绘梨/
风越的女儿。

#### 客串
- 第一集
  - 朝原太一（蟹江敬三）：58岁，曙光汽车社长，在听说了风越的“国民车构想”后，找回了已经失去的热情。
  - 日向毅（加藤虎ノ介）：曙光汽车会社社员（太一的女婿）。
  - 朝原弥生（市毛良枝）：太一的妻子。
  - 前园繁（国广富之）：49岁，通产省事务次官→大东制铁副社长（第一～三集）。

- 第二集
  - 大泽和己（冈本信人）：52岁，进行电视机开发的电子厂商“大泽无线”的社长，因为通产省的决定而被迫更换了业务。
  - 小宫山社长（岩松了）：55岁，进行大型电视机开发的电子厂商“小宫山电气”的社长。
  - 山冈头取（中原丈雄）：60岁，帝都银行的代表，原大藏省的次官，在政界和财界皆拥有相当大的影响力。
  - 安达社长（みのもんた）：“东京电视”的社长。
  - 池内瑞江（柏木由紀子）：池内的妻子。
  - 庭野洋子（寺田千穂）：庭野贵久的妻子。
  - 大藏省税制课长（田宮五郎）
  - 通产省技研·技官（奥田達士）：为庭也介绍了计算机的使用方法。

- 第三集
  - 冈屋文平（桂ざこば）：57岁，衬衫工厂“冈屋纺织”的社长。
  - 柏原满（春田纯一）：51岁，在前园的推荐下，成为了通产事务次官。
  - 牧百合子（奥貫薫）：牧顺三的妻子。

- 第四集
  - 樱冢治（矢島健一）：通产省通商局长，纺织自由化派。
  - 通产省官房长（伊藤正之）
  - 通产省公益事务局长（菅原大吉）
  - 通产省石炭局长（大石吾朗）
  - 玉木和子（栗田よう子）：玉木博文的妻子。
  - 玉木美树（近藤里沙）：玉木的女儿。

- 第五集
  - 简·山口（麻生祐未）：IDN公司的女性翻译，第二代日系移民。
  - 霍夫曼：IDN公司的副执行官。

- 第六集
  - 舟木三郎（山谷初男）：浦安渔业组合长，向风越倾诉了造纸工厂排污染水的问题。
  - 元浦制纸的职员（大河内浩）：筱崎（篠崎）工厂的职工。

- 第七集
  - 小川万作（鹿内孝）：民自党人员。

- 第八集
  - 大原喜久雄（金田明夫）：特许厅总务课长。
  - 仓石太郎（鶴見辰吾）：松池矿山，劳工组织委员长。
  - 矶贝肇（三浦浩一）：松池矿山社长。
  - 北条正树（山崎一）：日本航空机设计技术部长。

- 第九集
  - 鮎川妙子（藤田朋子）：鮎川的妻子。
  - 宇治原通产省矿山保安局长（小林隆）：鮎川病倒后，接替他的代理。
  - 坂崎大日银行行长（藤田宗久）：原大藏省事务次官。
  - 野党党员（芹沢名人）：追究矿山事故责任的官员。

### 主题曲
- 主题曲：可苦可乐《STAY》

### 收视率
| 集数                             | 播放日期      | 名字               | 时代背景                                 | 导演     | 收视率 |
| -------------------------------- | ------------- | ------------------ | ---------------------------------------- | -------- | ------ |
| 第一集                           | 2009年7月5日  | 昭和三十年的梦     | 经济高速成长的开始（1955年）             | 平野俊一 | 14.5%  |
| 第二集                           | 2009年7月12日 | 电视的时代         | 东京铁塔建成（1956年～1958年）           | 平野俊一 | 9.1%   |
| 第三集                           | 2009年7月19日 | 与大臣们对立       | 「美智热潮」与「黃金一代」（1959年）     | 平野俊一 | 10.6%  |
| 第四集                           | 2009年7月26日 | 黑船来袭           | 第二艘「黑船」（1959年～1960年）         | 大冈进   | 8.0%   |
| 第五集                           | 2009年8月2日  | 拯救计算机业       | 「象与蚊」的战斗（1960年）               | 大冈进   | 8.3%   |
| 第六集                           | 2009年8月9日  | 公害問題           | 江戶川漁業被害（1958年）                 | 松田禮人 | 9.0%   |
| 第七集                           | 2009年8月16日 | 敗北               | 戰後最大的經濟法案（1962年～1963年）     | 平野俊一 | 7.8%   |
| 第八集                           | 2009年9月6日  | 總理之死           | 「聖火號」升空（1963年～1964年）         | 大岡進   | 7.5%   |
| 第九集                           | 2009年9月13日 | 煤礦事故           | 「伊奘諾」景氣（1965年）                 | 平野俊一 | 7.2%   |
| 大結局                           | 2009年9月20日 | 我是不會「下凡」的 | 沖繩歸還与日美紡織談判（1965年～1969年） | 平野俊一 | 6.5%   |
| 收视率由关东地区・视听调查统计。 |               |                    |                                          |          |        |

- 2009年8月23日因为“2009年世界田径锦标赛－最终日”而暂停播放。
- 2009年8月30日因为日本当天“第45届日本众议院议员总选举”的特别节目“乱！总选举2009”而暂停播放。

## 得獎紀錄
第62回日劇學院賞 助演男優賞（堺雅人）

## 备注
1. ↑  「美智热潮」是指从1958年开始到1959年的日本社会现象，这一年里日清制粉（日语：日清製粉グループ本社）正田英三郎的长女正田美智子嫁给了当时的明仁亲王，此次婚礼被描述为了「世纪之成婚」，对当时战后日本的经济，时尚和传媒都产生了重大的影响，也恰好在这一年日本的国产电视机开始普及于大众。
2. ↑  「黄金一代」是指那批在战后出生的婴儿，他们在完成中学顺利毕业后，正好赶上了日本经济高速发展的时代，几乎可以搭上专用的火车从日本各地前往东京等大城市的企业就职。
3. ↑  「下凡」是指日本中央省廳官員，於退職後被安插轉往外圍單位或民間企業任「顧問役」或「相談役」等閒職，以便讓下一梯次入省廳者遞補空缺。

## 关联项目
- 华丽一族（浮华世家）－以同时代为背景的电视剧，重点放在了钢铁和银行业。